# 长春站
长春站，位于中华人民共和国吉林省长春市宽城区，于1907年建成启用，为中国铁路沈阳局集团有限公司直属的客运特等站，同时也是长图铁路、长珲城际铁路的起点站。

## 历史

### 背景

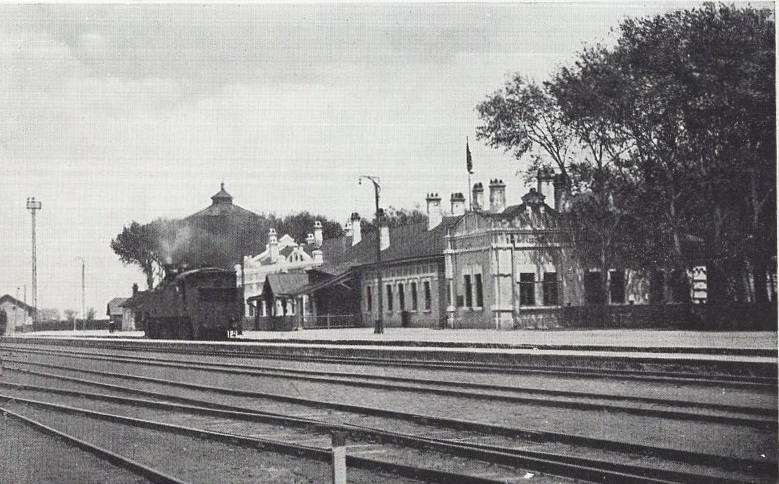
东清铁路宽城子站

1896年6月，沙皇俄国与清政府签定《中俄密约》，取得了在中国东北地区修筑东清铁路（又称中东铁路）的相关权益。1898年5月，东清铁路筑路团队在长春旧城西约10公里的二道沟地区修筑了宽城子火车站，同时在车站周围约1平方公里范围的附属地内修建了货物处、护路警察住房、水塔、教堂、学校、俱乐部、商店、兵营等配套设施。

### 初建

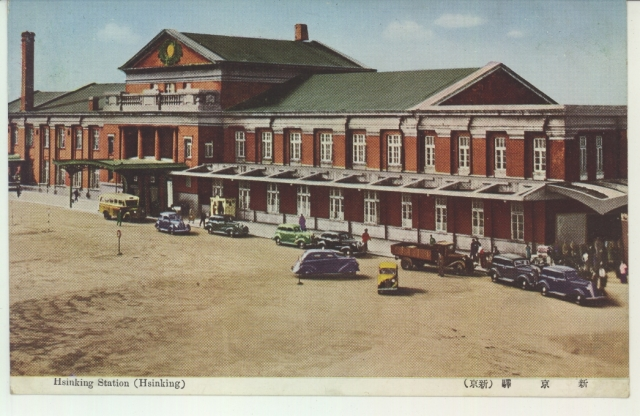
满洲国时期新京站站房

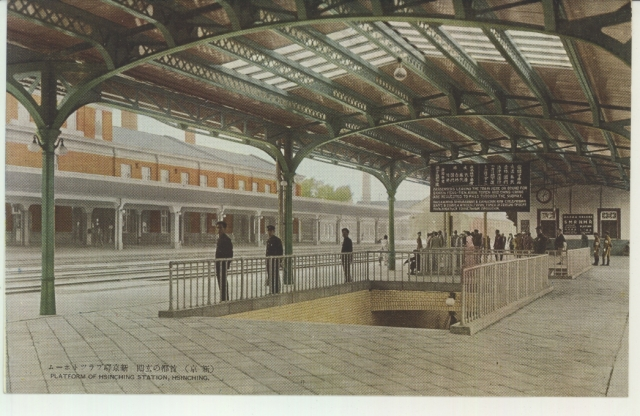
新京站的站台

1905年日俄战争结束後，双方签订《朴茨茅斯条约》。该条约约定，日本取得原中东铁路的南部支线（即南满铁路），俄国则以56万卢布的价格保留宽城子站的所有权。随后，日本利用此款在距宽城子站的2公里外修筑临时的长春火车站。1907年，日本在宽城子旧城北侧设立了面积约为5.6平方公里的「满铁附属地」，并在宽城子车站南面建成临时的长春停车场。临时车站于1907年8月建成，自9月1日起与东清铁路南满支线北段相连，办理客运。与此同时，日方又在位于长春站现址处购置土地兴建正式车站及满铁附属地。正式站于1907年11月3日开设货运业務；12月1日窄轨的南满铁路（1908年改为标准轨）开通，长春站开办客运业務。车站当时称为“长春停车场”，是一座尽头式车站，同时原临时车站更名西宽城子停车场。而东清铁路公司为实现宽轨长滨线与准轨长大线之间的联运，在宽城子车站修建了换装站台:162。
1909年2月23日，日属南满长春车站与俄属中东铁路宽城子车站的联络线建成通车，西宽城子停车场同时被撤销。1912年10月22日吉长铁路通车后，长春站亦建有通往吉长铁路长春站（现长春东站）的联络线。为避免与中国运营的吉长铁路长春站混淆，当时当地居民多以“日本站”称呼长春站。
1913年3月，由满铁投资32万元，面积4000平方米的长春站大楼动工兴建，1914年5月竣工。设计者为青木菊治郎和平泽仪平。其前有一个站前圆形广场，直径100间（182米）。至1914年，长春站总占地面积为90.82万平方米，站内设专用线15条。1919年6月，车站建成连接1、2站台间、长43.2米的地下通道。1921年，长春停车场更名为长春站。

### 线路贯通

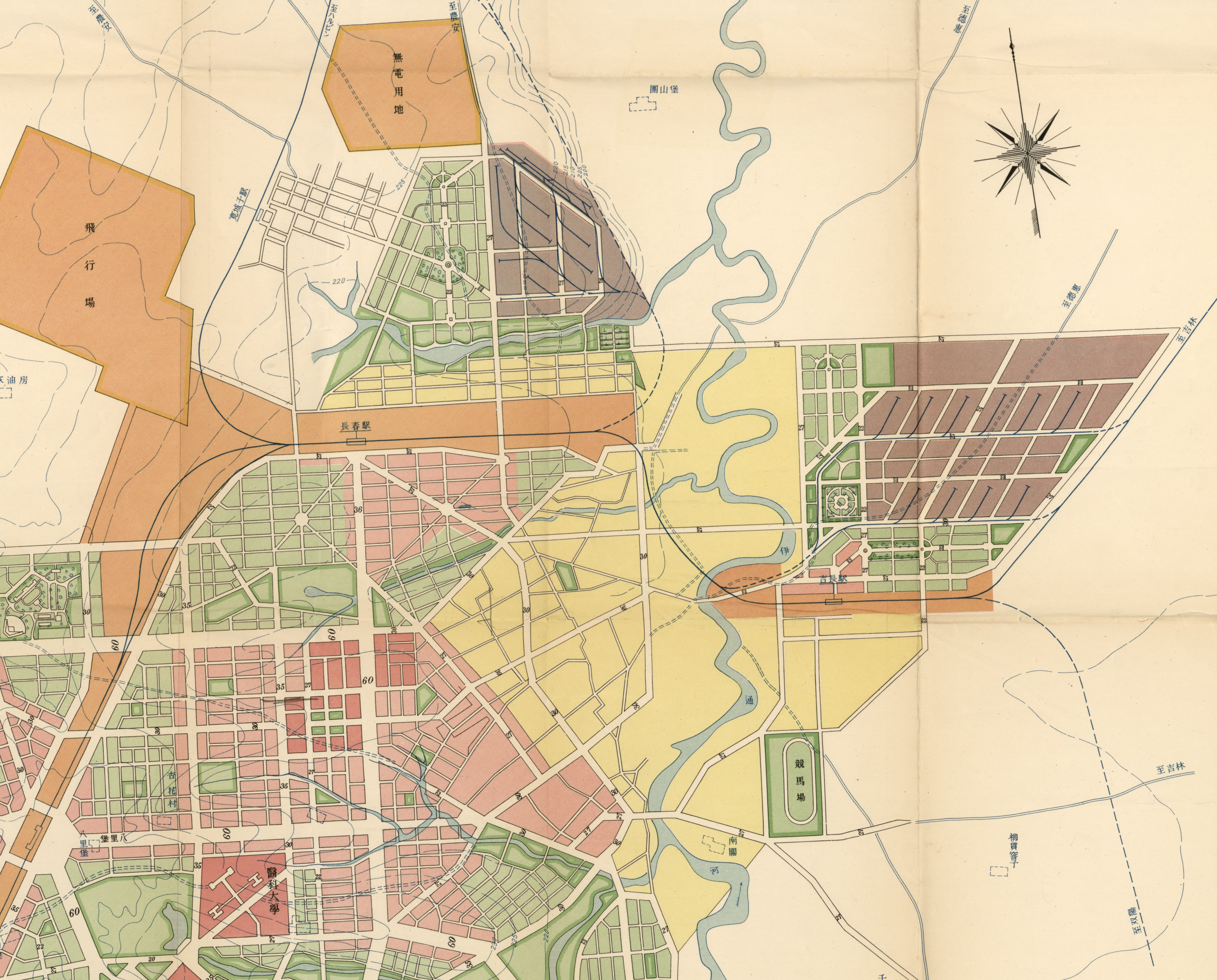
1932年的新京地图，可见从新京站出站向西南方向的连京线、西北方向的京滨线、东北方向的京白线（在建）、东向的京图线

满洲国成立后，1932年11月1日，长春站改称为新京站。1935年3月，苏联将中东铁路的相关管理权限出售给南满洲铁道株式会社（简称满铁），后者于3月23日接管了宽城子车站。同年8月31日，满铁将新京站至哈尔滨站区间的铁路由宽轨改为标准轨，哈尔滨站至大连站之间的列车仅需在新京站在车站完成列车换向作业即可。1935年10月底，连接长春站3站台和4站台的地下通道完工。同年11月1日，长白铁路正式通车，长春站自此成为四个方向的铁路交叉点。同时，长春站往哈尔滨站方向的轨道改由东侧出站，在小南站附近进入原京滨线轨道，原宽城子站则关闭。同年12月，车站西道口立交桥完工。
1945年日本战败，满洲国覆灭，新京站复更名为长春站。当时车站设有到发线3条、调车线5条、货物线1条。国共内战时期，线路因战争而损毁严重。1951年中苏共管中长铁路管理局组织修复线路，彻底废弃小南至宽城子的旧线:163。
1958年到1960年长春站曾进行过进行了扩建改造工程。上、下行运转场增设调车线并延长到发线有效长度，上、下行编发场增建到发线，上行编组场东端改建咽喉道岔布置，于1961年完工。
长春站于1975年到1976年期间对下行车场进行改建工程，延长股道，改造驼峰，新建信号楼，扩大北调场。1981年又新建第二条旅客地下通道；1985年，延长了二、三站台和站前6、8、9三条客车到发线。1986年车站在上行调车场安装了减速顶，同时新建货运零担中转货场。

### 新客站

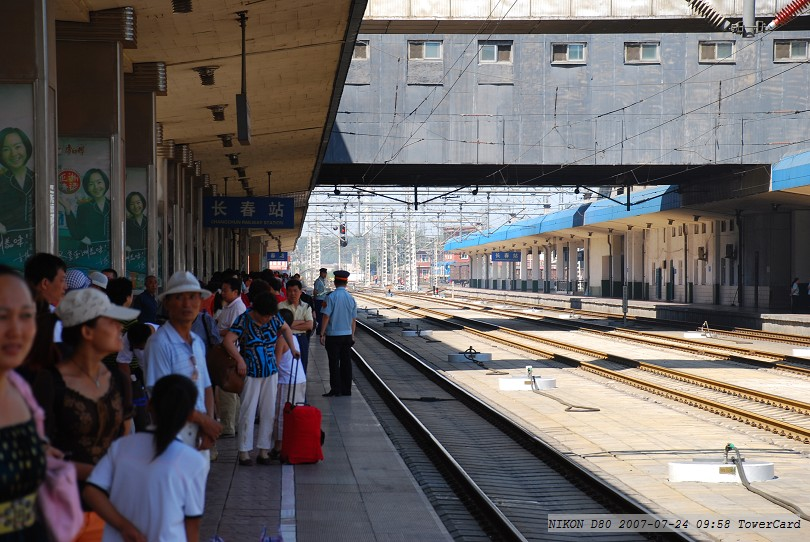
2007年的长春站2站台

1992年5月26日，由于既有设施不堪应用，有85年历史的长春站站房以爆破方式拆除。7月1日长春新客站工程动工，1994年1月主站房和部分高架候车室投入使用，其余部分于1995年9月建成启用。高架候车室宽115.8米、南北跨渡96米，面积10459平方米，内设4个子候车室。其中1、2候车室面积1580平方米，3、4候车室1430平方米，中央通廊宽12米。车站客场规模4台9线，客场东侧为编组站，规模混合式二级三场，以下行正线为界划为客车场（不含）、调车场、上行场和下行场，并设有22线货场、东货场、西货场、南货场、北货场和89线货场等货运设施，还通过87条专用线连接专用线企业61家。
1999年8月长春北站全面开通，分流了本站的大部分编组车流，本站定位为长春铁路枢纽的主要客运站和辅助编组站，为区段站；主要办理四平、吉林、哈尔滨、白城等方向的列车、行包列车及枢纽小运转列车的到达、始发、解体、编组和客、货运零担中转业务等,同时办理集装箱的发到等业务。
由于新车站建成不久便存在地道渗水、风雨棚漏雨、消防系统及中央空调系统不灵等诸多问题，铁路和地方政府于2003年8月共同投资对长春站主站舍进行改造，同时扩建长春站北站房。整个工程于2003年9月18日启动，2004年6月30日全面竣工。2007年，长春站站房外墙重新装修，外立面由瓷砖罩面改为石材罩面。
2008年哈大高速铁路开工建设后，长春站开始新一轮站场改造工程，包括新建高速场和北广场等。2012年9月20日，长春站北出入口改造完毕并投入使用，与长春站长白路候车室共同办理客运业务；同时，原长春站南出入口则开始施工，暂停投入使用。2013年11月25日，长春站南广场改造工程竣工并投入使用，长春站自此实现了南北全面地下化贯通。

## 车站设施

### 站房

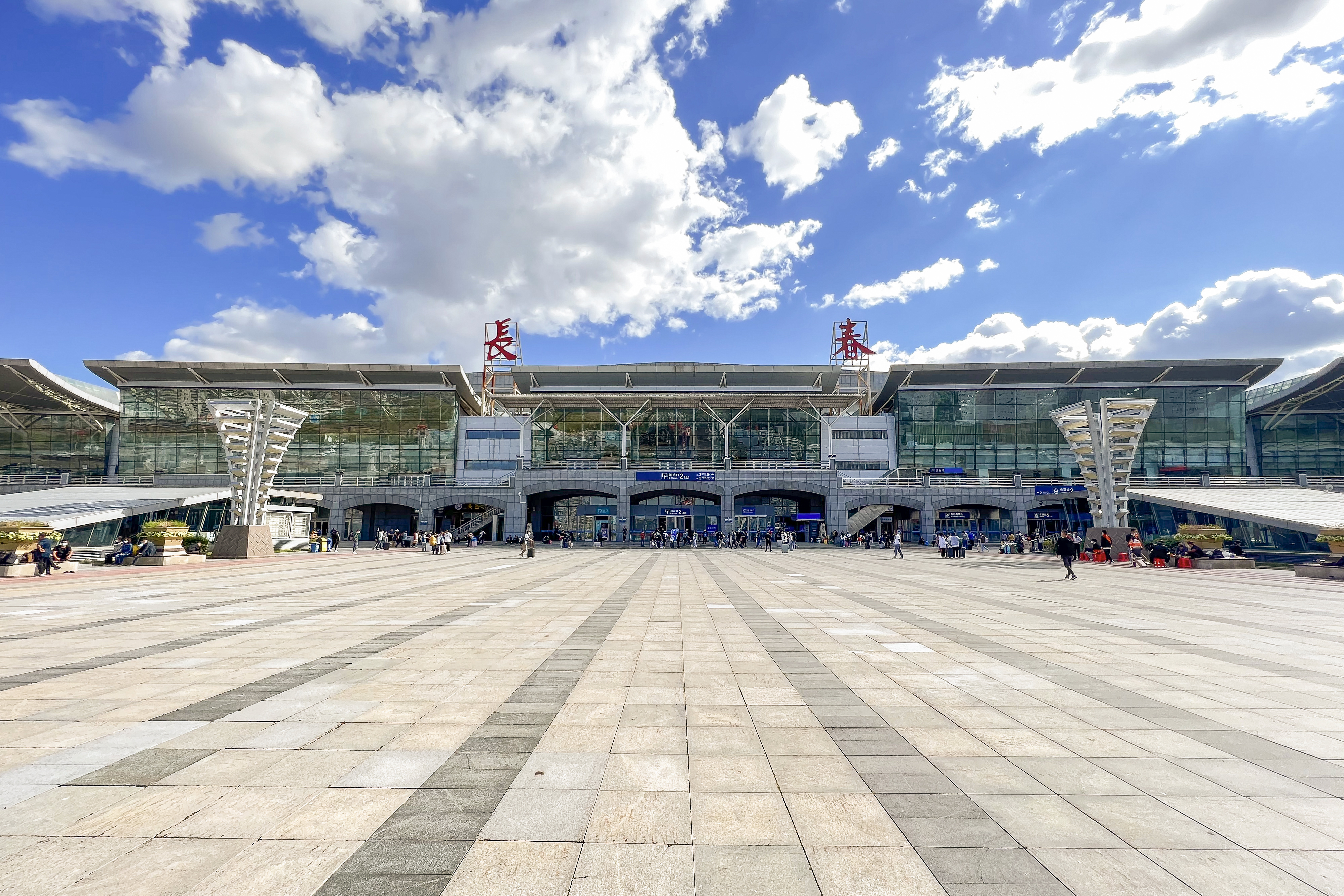
北站房（2022年）

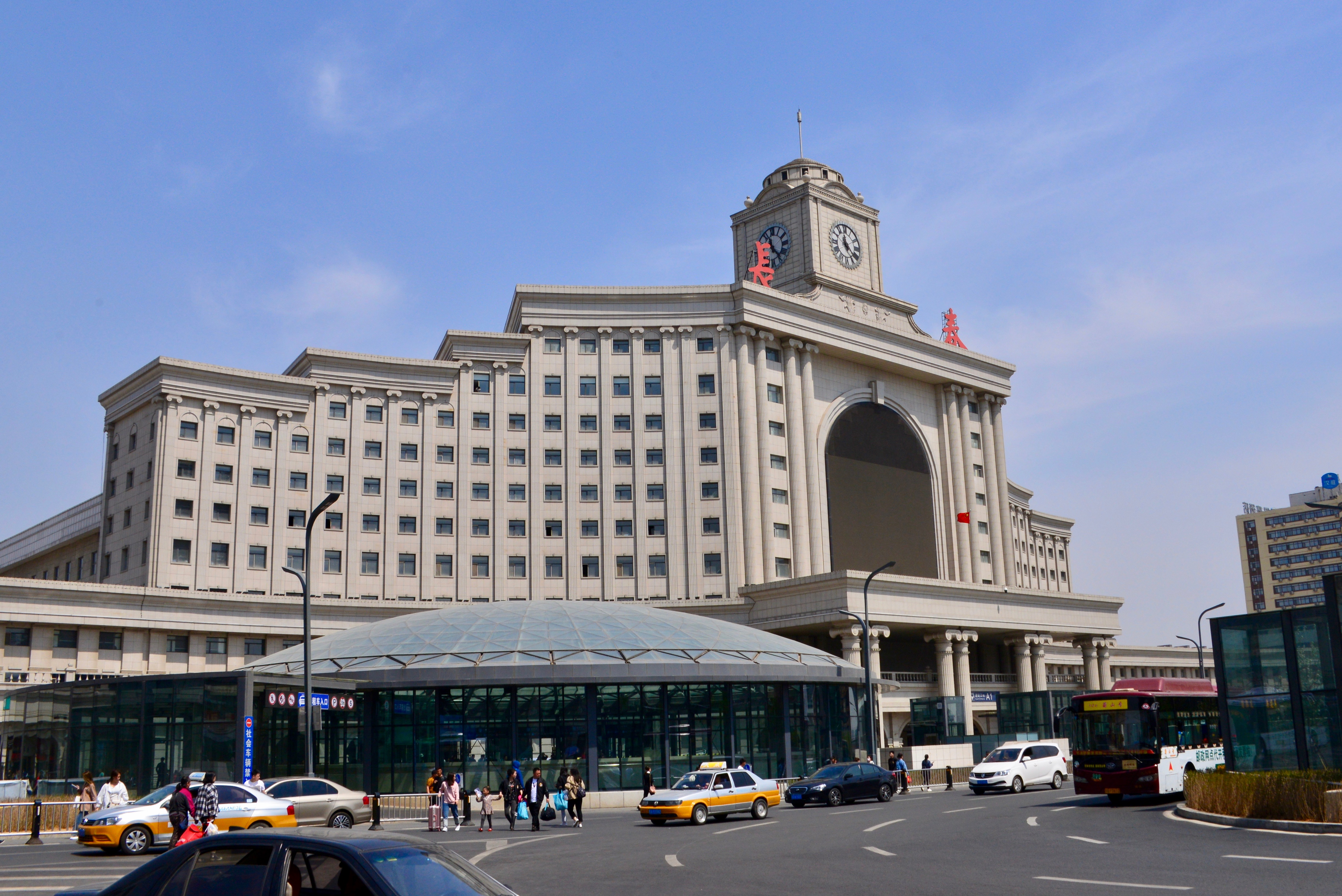
南站房（2019年）

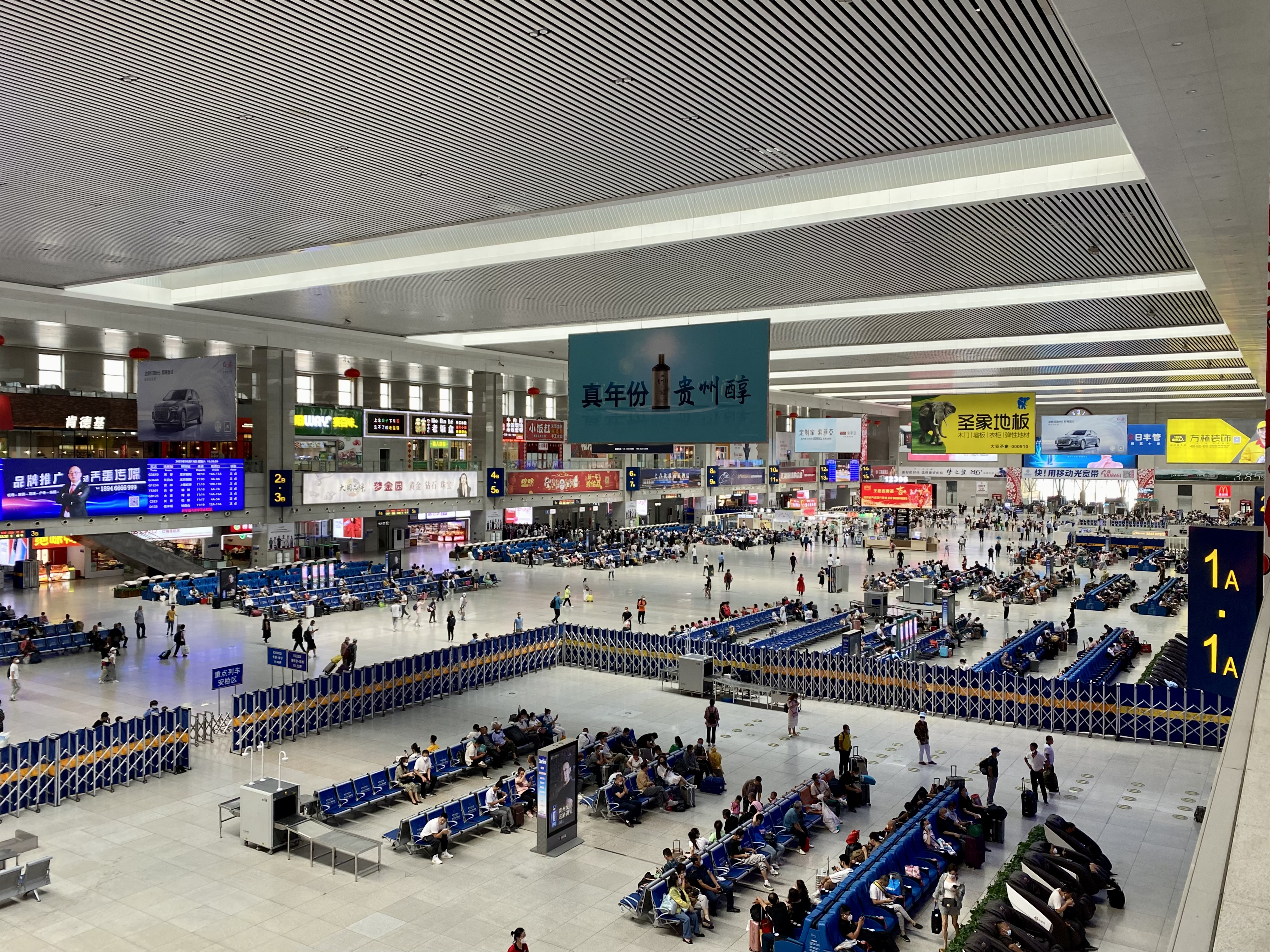
高架候车室内部

长春站设有南北两座站房，总建筑面积58000平方米。长春站南站房分为主站房和综合服务楼两部分，呈大鹏展翅型，大楼顶部中轴线的位置建有一座钟塔。主站房共计2层，局部设有夹层，站前广场侧282米、股道侧宽309米、进深27米；综合楼主体最高为十一层、两翼部分主要为8层，宽140米、进深12米。
站内设有售票厅3个、行车指挥中心1个、客运综控室1个以及高架候车室1座。高架候车厅连接南北站房，长224米、宽108米，共有座椅4000个，可以同时容纳15000人候车。候车厅内设有“春之约”服务台、“轮椅姐”朱立红爱心服务室等设施。高架候车室和各站台通过1A—16A、2B—15B检票口连接。
- 北一售票厅：18个售票窗口（自西向东编号76-92），6台自动售票机（编号7-12），提供蓝色磁卡票。另有数个面向室外的售票窗口，提供蓝色磁卡票。
- 南一售票厅：含14个售票窗口（编号61-74），6台自动售票机（编号2-6），提供蓝色磁卡票；4台自动取票机，只办理互联网购票取票业务，提供红色软纸票，编号247-250。
- 南二售票厅

### 站场

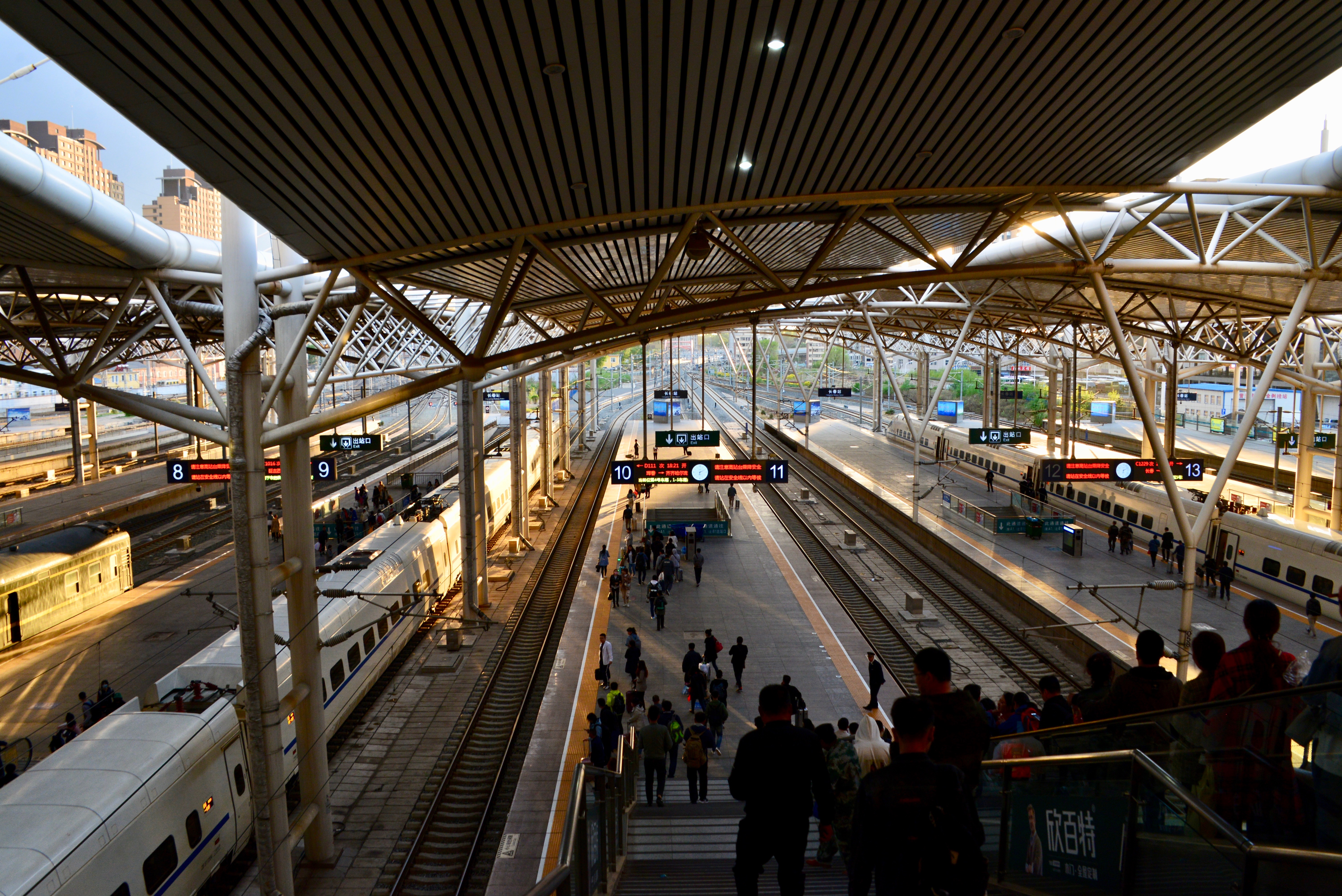
长春站站台

长春站由高速场和普速场横列布置，设有9座旅客站台，编号1-16，被无站台立柱雨棚覆盖。
其中普速场站台编号1-8，设有8条到发线、2条正线和2条机走线；站场东南侧为信号楼，设有5条牵出线，由原上行场设施改造而成；西侧则为客车技术整备所和客机折返段，被京哈上下行正线外包；西部专用线群连接线连接长春站西北侧30家单位的59条铁路专用线，并可继续向北延伸至长春北站。线路上的专用线货物取送由本站和长春本站共同分担。
高速场站台编号9-16，由原调车场改造而成。客专联络线与长珲城际铁路于场内贯通，设有9条到发线（含正线），吉林端设4条动车存车线。
| 北↑     | 北站房 |                                                |  |
|         | 侧式   |                                                |  |
|         | 16     | ← 高速场 到发线 →                              |  |
|         | 15     | ← 高速场 到发线 →                              |  |
|         | 岛式   |                                                |  |
|         | 14     | ← 高速场 到发线 →                              |  |
|         | 13     | ← 高速场 到发线 →                              |  |
|         | 岛式   |                                                |  |
|         | 12     | 0 （长春西站）吉珲城际铁路下行正线（龙嘉站）→  |  |
|         | 11     | ←（长春西站）吉珲城际铁路上行正线（龙嘉站）    |  |
|         | 岛式   |                                                |  |
|         | 10     | ← 高速场 到发线 →                              |  |
|         | 9      | ← 高速场 到发线 →                              |  |
|         | 岛式   |                                                |  |
| 客14道  | 8      | ← 到发线 →                                     |  |
| 客13道  |        | ←（西部专用铁路连接线）到发线 →                |  |
| 客12道  | 7      | ← 到发线 →                                     |  |
|         | 岛式   |                                                |  |
| 客11道  | 6      | ← 到发线 →                                     |  |
| 客XXV道 |        | 0 （长春南站）京哈铁路下行正线（长春北站）→    |  |
| 客9道   | 5      | ← 到发线 →                                     |  |
|         | 岛式   |                                                |  |
| 客8道   | 4      | ← 到发线 →                                     |  |
| 客7道   |        | ←（客技站、折返段）机走线 →                    |  |
| 客Ⅵ道   |        | ←（长春南站）京哈铁路上行正线（长春北站）→     |  |
| 客5道   | 3      | ← 到发线 →                                     |  |
|         | 岛式   |                                                |  |
| 客4道   | 2      | ← 到发线 →                                     |  |
| 客Ⅲ道   |        | ←（客技站、折返段）长图铁路下行正线（牵出线）→ |  |
| 客2道   |        | ← 机走线 →                                     |  |
| 客Ⅰ道   | 1      | ← 长图铁路上行正线（长春东站）                 |  |
| 南↓     | 南站房 |                                                |  |

## 旅客列车目的地

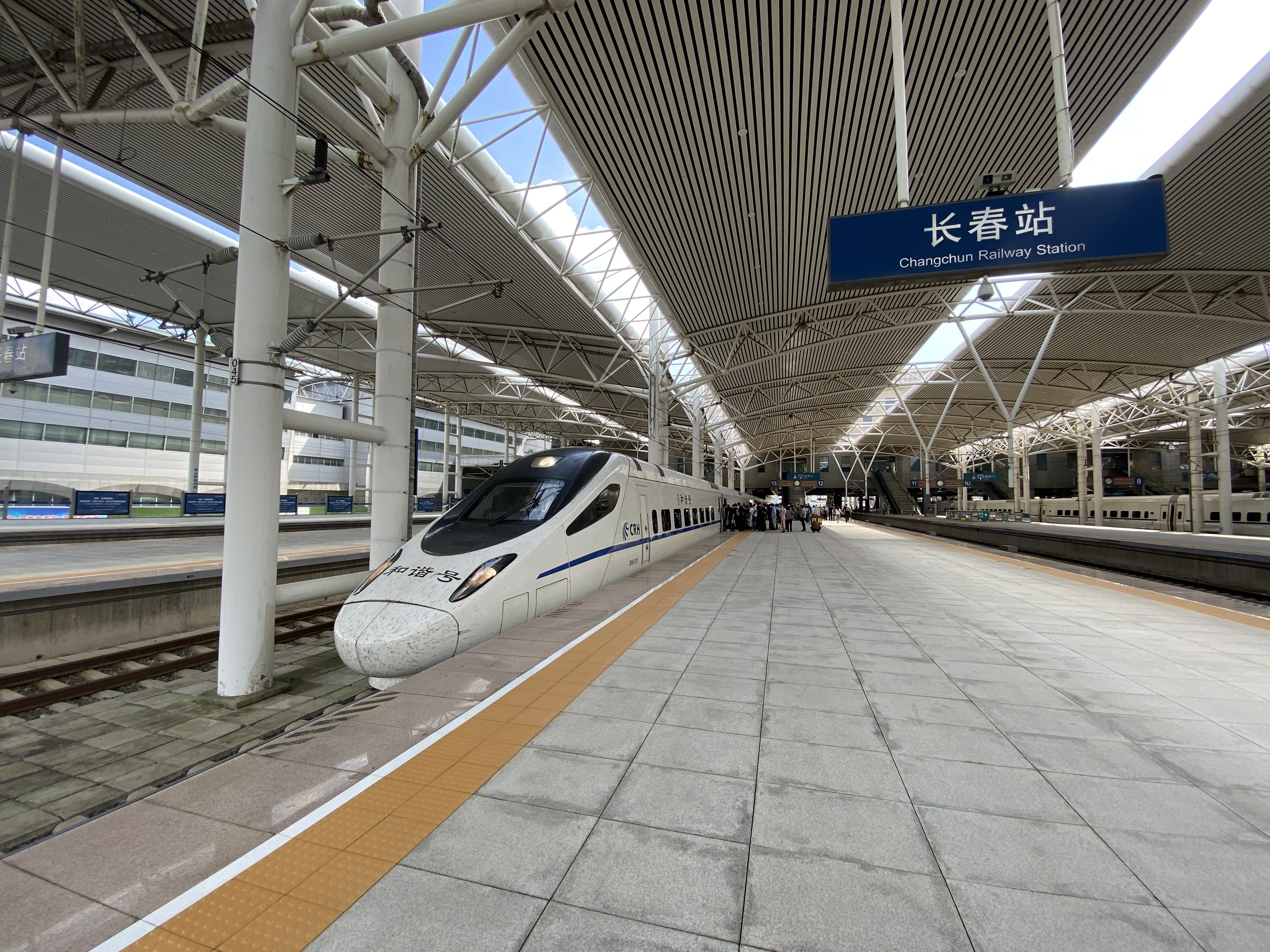
动车组列车停靠长春站13站台

长春站是京哈铁路、长图铁路、长白铁路、长珲城际铁路、哈大客运专线的客运特等站。
长春站截至2018年4月每日接发127.5对动车、96对普速旅客列车和56对货物列车。除办理客运业务外，长春站还办理部分车流的解编作业和多条专用线列车的取送，是长春铁路的辅助编组站。
| 列车所属路局 | 目的地 |
| ------------ | --- |
| 沈阳局集团   | 长春西、大连、延吉、乌兰浩特、吉林、沈阳、延吉西、德惠、大连北、珲春、榆树、白山市、公主岭、沈阳北、丹东、抚顺北、舒兰、赤峰、白城、陶赖昭、松原 绥芬河、南宁、北京、佳木斯、昆明、西安、广州、牡丹江、哈尔滨西、武汉、北京南、上海虹桥、宁波、青岛北、乌鲁木齐、哈尔滨东、上海、重庆北、齐齐哈尔、三亚、厦门北、满洲里 |
| 哈尔滨局集团 | 佳木斯、齐齐哈尔、黑河、哈尔滨西、哈尔滨、哈尔滨东、佳木斯、伊春、牡丹江、海拉尔 北京、丹东、大连、东莞东、昆明、杭州、盘锦、大连北、襄阳、温州、日照、天津、烟台、成都、邯郸、吉林、汉口、郑州、珲春、乌鲁木齐、锦州、邯郸、石家庄、南京、海口、合肥、济南、青岛北、重庆                                               |
| 集通公司     | 哈尔滨西、包头 |
| 上海局集团   | 泰州、哈尔滨 |
| 济南局集团   | 济南西、济南、珲春 |
| 北京局集团   | 北京南、吉林 |

### 相关列车
- Z61/62次列车
- Z211/212次列车
- Z328/325、Z326/327次列车
- T122/123、T124/121次列车
- 京长动车组列车
- 京吉高速动车组列车

## 车站组织结构
长春站为沈阳局集团的直属站，设运转、客运、货运、装卸四个车间，下辖长春站、长春西站和龙嘉站。上述业务部门之外，长春站设办公室、档案室、党办、武装部、教育室、工会、团委、医务室、技术室、安全室、劳资人事室、军代处等科室。

## 接驳交通

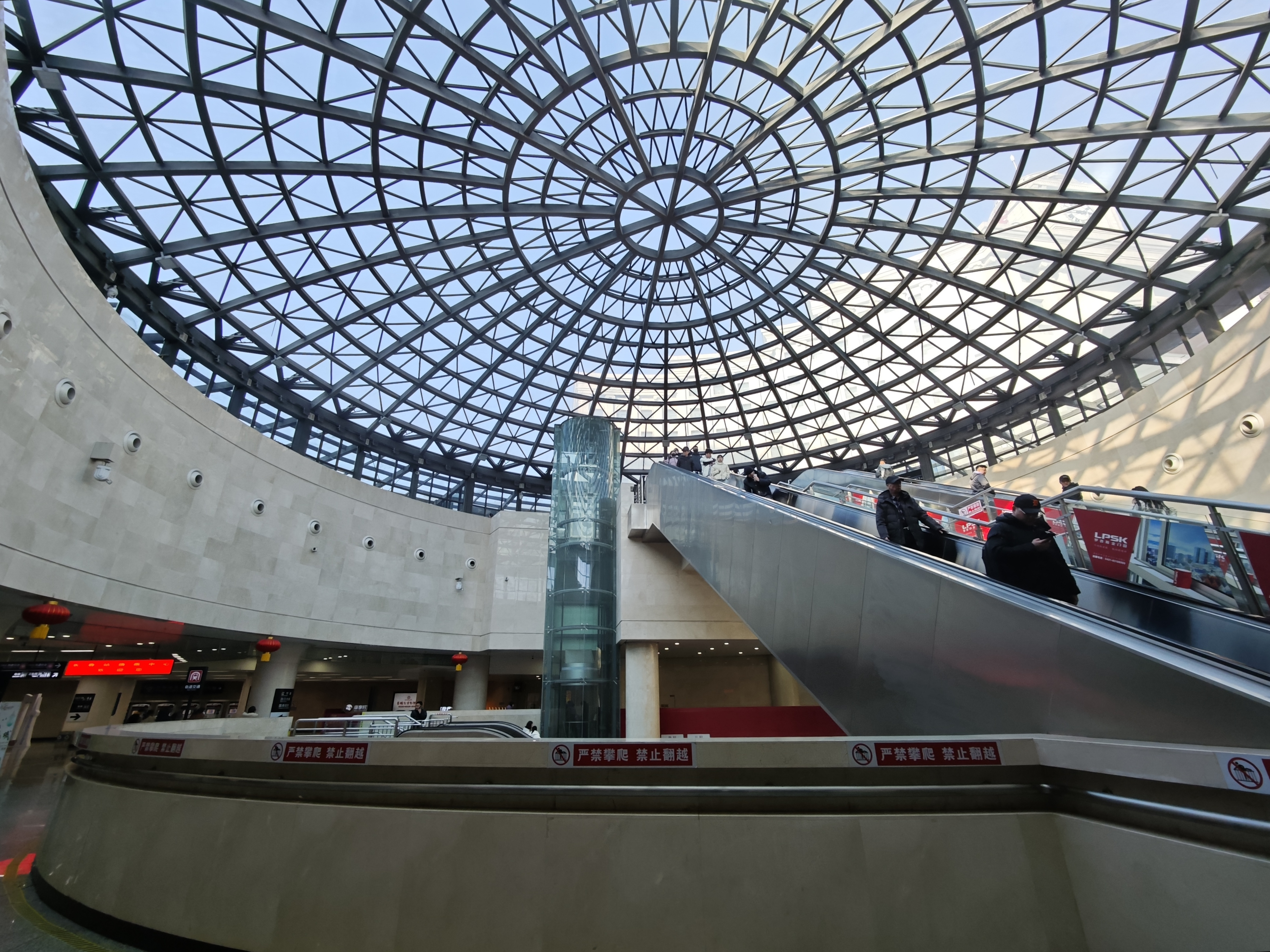
南广场综合换乘中心

### 北枢纽工程
长春站北枢纽工程于2009年6月26日上午正式开工，2012年5月末完工。其地面广场面积为34046平方米，地下部分总建筑面积为81446平方米。地面广场部分为公交车上下客区、出租车和社会车辆下客区及出站广场；地下一层建筑面积为45418平方米，设有出租车候车停车区、配套服务及换乘大厅和两条通道，分别连通铁北二路北部片区、南北广场的东西两条市政通道及下穿站房通道；地下二层为地铁1号线和轻轨4号线长春站北站换乘大厅及社会车辆停车区，建筑面积为36028平方米；地下三层为轻轨4号线站台层、地铁1号线设备层。地下四层为地铁1号线站台层。

### 南枢纽工程
长春站南枢纽工程于2010年7月开工，其中站前广场2014年5月19日开工，2019年1月12日正式开通运营。其中地下一层建筑面积4.3万平米，为地铁1号线和轻轨3号线长春站站的换乘大厅和综合交通换乘层；地下二层建筑面积2.05万平米，为长春轨道交通站厅层与社会停车场层；地下三层建筑面积2.05万平米，为轻轨3号线站台层与社会停车场层；地下四层建筑面积0.39万平米，为地铁1号线站台层。

### 西侧南北通道
长春站西侧南北通道于2009年6月开工，2009年12月完工。其下穿长春站站房和站台，连接长春站南北广场。